# 肛奉巫女
『肛奉巫女～純潔ノ肛育姉妹～』（こうほうみこ）とは、アイルが2007年2月16日に発売した、Windows 98、Windows Me、Windows 2000、Windows XP、Windows Vista用のソフトウェアの名称である。いわゆる18禁の電脳紙芝居。媒体はDVD-ROM。BGMの曲数は合計10曲。美少女ゲームアワード2007「フェチ系作品賞」受賞作。

## ストーリー
本作の舞台となる村では、かつて落ち武者の集団による襲撃から守った森神のために、以降毎年開催している肛奉祭で肛奉巫女を奉納することが慣習として定着していた。そして今年も開催される肛奉祭を前に、森神の使いとして16年前に奉納された第284代目の肛奉巫女クウが村に戻ってきて、肛奉巫女を育成する任にある主人公に森神の言葉を告げた。森神のお告げは、今回は主人公の好きなように肛奉巫女を教育してみよというものであった。よって主人公は肛奉祭に向けて自ら選んだ訓練を肛奉巫女に施していく。

## 登場人物
ハルカ
ヒナの姉。森神に自らの肛門を奉げることが決まっている肛奉巫女。
ヒナ
ハルカの妹。ハルカの身に何かあった時のための予備肛奉巫女。
クウ
森神の使いとして村に戻ってきた第284代目の肛奉巫女。

## 作中用語
肛奉巫女（こうほうみこ）
森神に奉げるために本作の舞台となる村で、森神が現れて以来養成されている巫女。森神のために処女でいることも求められる他、なるべく美しい娘が選ばれており、肛門拡張を含めた様々な訓練を受けていて、人間の腕くらいであれば受けれ入れられるほどになっている。彼女達は毎年の肛奉祭の時に1人ずつ森神に奉納される。なお肛奉祭の時に奉納できない事態にならないように、予備肛奉巫女（よびこうほうみこ）も同時に育成されている。
森神（もりがみ）
かつて本作の舞台となる村が落ち武者の集団によって襲撃された際、落ち武者の集団を返り討ちにして村を守り、以後村の守り神として祀られている存在。処女の肛門（いわゆるアナルファックに類する行為の他に、彼女達の排便なども含む）を楽しむことを喜びとしている。